# Groupement de soutien de la base de défense de Clermont-Ferrand
Le groupement de soutien de la base de Défense de Clermont-Ferrand (GSBdD) est un organisme interarmées relevant du service du commissariat des armées. Cette formation administrative a été créée le 1er janvier 2009 pour soutenir, dans le domaine de l'administration générale et des soutiens communs, la base de Défense de Clermont-Ferrand comprenant toutes les unités militaires de l'armée française stationnées dans l'ex région Auvergne.
La portion centrale du GSBdD de Clermont-Ferrand est stationnée au quartier Desaix, fief historique du 92ème régiment d'infanterie.
De par ses attributions de soutien, le GSBdD est également implanté sur le site du quartier Gentil (13e BSMAT), le quartier Le Fournier (détachement de la 13e BSMAT à Yzeure), le quartier De Bange (28e régiment de transmissions).
Le GSBdD œuvre dans les domaines de soutien suivants :
- l'administration du personnel,
- l'achat public,
- le soutien de l'homme (habillement, couchage, campement, ameublement...)
- la restauration, l’hébergement et l'hôtellerie,
- le transport,
- le soutien pétrolier.